# Johann August Jacobs
Johann August Jacobs (* 27. April 1788 in Pietzpuhl; † 21. Dezember 1829 in Halle; auch August Jacobs) war ein deutscher Philologe und Pädagoge.

## Leben
Jacobs wurde 1801 Schüler der Landesschule Pforta, ging 1806 an die Universität Wittenberg, um dort Rechtswissenschaften zu studieren, wechselte aber nach einem Semester an die Universität Leipzig und dann an die Universität Halle. Dort wurde er ein Schüler des Theologen und Pädagogen August Hermann Niemeyer, der ihn zum Studium der Philologie, Philosophie und Geschichtswissenschaften brachte. 1810 wurde er auf Betreiben Niemeyers Lehrer am örtlichen, königlichen Pädagogium. 
Jacobs habilitierte sich 1812 an der Universität Halle und war dann Privatdozent der philosophischen Fakultät der Universität. 1816 wurde er dort zum außerordentlichen Professor, 1821 zum Ordinarius für Philologie ernannt. Bereits 1819 wurde ihm die Leitung des pädagogischen Seminars neben Niemeyer übertragen. 
Neben der universitären Lehre lehrte er weiter am Pädagogium. Er wurde nach dem Rücktritt Niemeyers 1820 zum Inspektor der Anstalt ernannt. 1825 nach dem Tod Georg Christian Knapps wurde er stellvertretender Direktor der Franckeschen Stiftungen, dann 1828 nach dem Tod Niemeyers deren Direktor.

## Schriften (Auswahl)
- Observationes criticae in quosdam Plutarchi, Horatii aliorumque locos, Halle 1812.
- Theocriti Bionis et Moschi quae supersunt graece cum scholiis graecis. Textum ad optimas edd. et ad codd. mss. fidem quam diligentissime exprimi curavit, carminum argumenta indicavit, varias codicum mss. et edd. vett. lectiones coniecturasque virorum doctorum subiunxit, indices locupletissimos adiecit J. A. J., Halle 1824.
- Die Jubelfeier des 50jährigen akademischen Lehramtes Sr. Hochwürden des Herrn Kanzler und Professor Dr. A. H. Niemeyer am 18. April 1827. Von einem aufmerksamen Beobachter. Halle 1827.